# پول‌گرایی

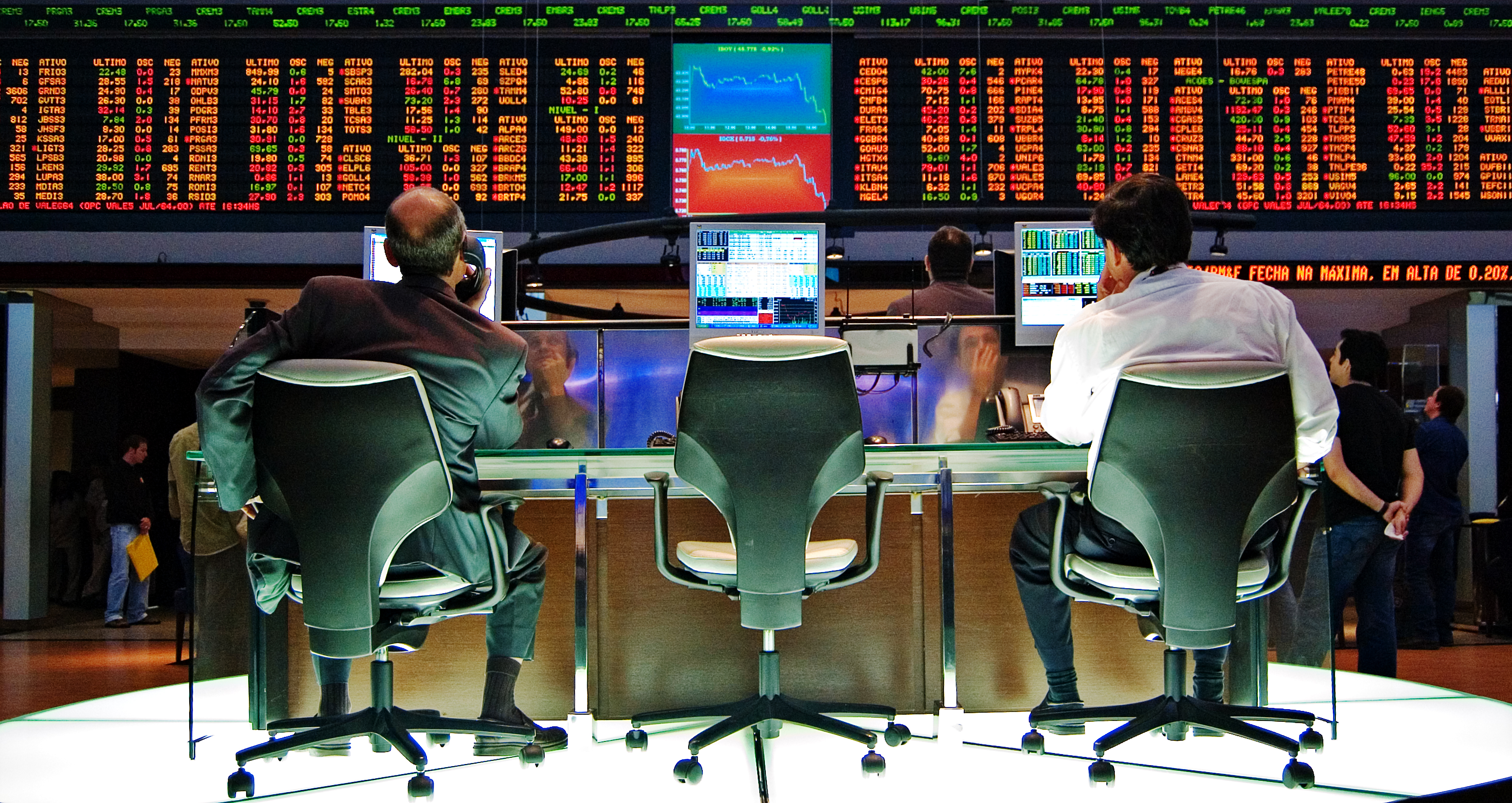
پول‌گرایی

پول‌گرایی یا مانیتاریسم مکتبی از اندیشه اقتصادیست که بر نقش دولت‌ها در کنترل حجم پول در گردش تأکید می‌کند. این دیدگاهی درون اقتصاد پولی است که بر اساس آن تغییر در عرضه پول اثر عمده‌ای بر خروجی ملی در کوتاه مدت و سطح قیمت در دوره‌های طولانی‌تر دارد و این که هدف سیاست پولی را به بهترین وجه با هدف‌گیری نرخ رشد عرضه پول می‌توان ارضا کرد.
مکتب پول‌گرایی چنانچه که از نام آن پیداست، به نقش پول به مثابه عامل اصلی درک چگونگی تحولات اقتصاد کلان در طول زمان می‌نگرد. در این دیدگاه، عرضه پول تعیین‌کننده اصلی تغییرات کوتاه مدت GNP اسمی است. حال آنکه در بلند مدت، پول تعیین‌کننده عمدهٔ قیمتها است.

## تاریخچه
واژه پول‌گرایان دربارهٔ اقتصاددانانی به کار می‌رود که بر اصول کلاسیک‌ها مبنی بر اینکه افزایش در عرضه پول اساساً به افزایش در قیمت‌ها می‌انجامد، تأکید می‌کنند. نهضت پول گرایان در دههٔ ۱۹۳۰ میلادی توسط هنری سایمون و جیکوب واینر از کالج شیکاگو آغاز شد. هر چند جیمز انجل و کلارک واربرتون از دانشگاه کلمبیا نیز از پایه‌گذاران این مکتب قلمداد می‌شوند. اینان تبلیغ می‌کردند که سیاست پولی از قاعده ثابتی، همچون رشد معمول و ثابت حجم پول پیروی می‌کند.
ایرونیگ فیشر اقتصاددان آمریکایی از دانشگاه ییل در سال ۱۹۱۱ در کتاب قدرت خرید پول، تحلیلی از نظریه مقداری پول ارائه می‌دهد که واضح‌ترین توضیح در زمینه نظریه مقداری پول کلاسیکی است در این تحلیل وی ارتباط بین حجم پول و مقدار مخارج اسمی صرف شده روی کالا و خدمات نهایی در اقتصاد را بررسی نمود.
MV=PY
پول ضربدر سرعت گردش پول = قیمت ضربدر حجم مبادلات
از نظر وی سرعت گردش پول در کوتاه مدت ثابت است و با توجه به اینکه در این نظریه سطح تولید نیز در اشتغال کامل به سر می‌برد، لذا تغییر حجم پول به تغییر متناسب در سطح عمومی قیمت‌ها می‌گردد. علت در نظر گرفتن اقتصاد در شرایط اشتغال کامل این است که در دوران انقلاب صنعتی، اروپا در مرحله شکوفایی به سر می‌برد. نرخ بیکاری پایین بود و تولید با ظرفیت کامل انجام می‌گرفت و اقتصاد در شرایط اشتغال کامل بود و در نتیجه اقتصاددانان نیازی به بحث در این مورد نمی‌دیدند.
پس از انقلاب کینزی مفهوم سرعت گردش پول در گرماگرم انقلاب کینزی به کنار نهاده شد. با این حال کینز معادله مقداری ایرونیگ فیشر را رد نمی‌کند و معتقد است MV با PY اما سرعت گردش پول به جای آنکه ثابت باشد، قابل تطبیق است. به نظر کینز اگر مقدار پول در گردش افزایش یابد، چیزی که به سادگی روی می‌دهد، پایین آمدن سرعت گردش پول خواهد بود. بدون آنکه در سمت دیگر معادله تغییری در قیمت‌ها یا تولید ایجاد گردد.

## پول گرایی نوین

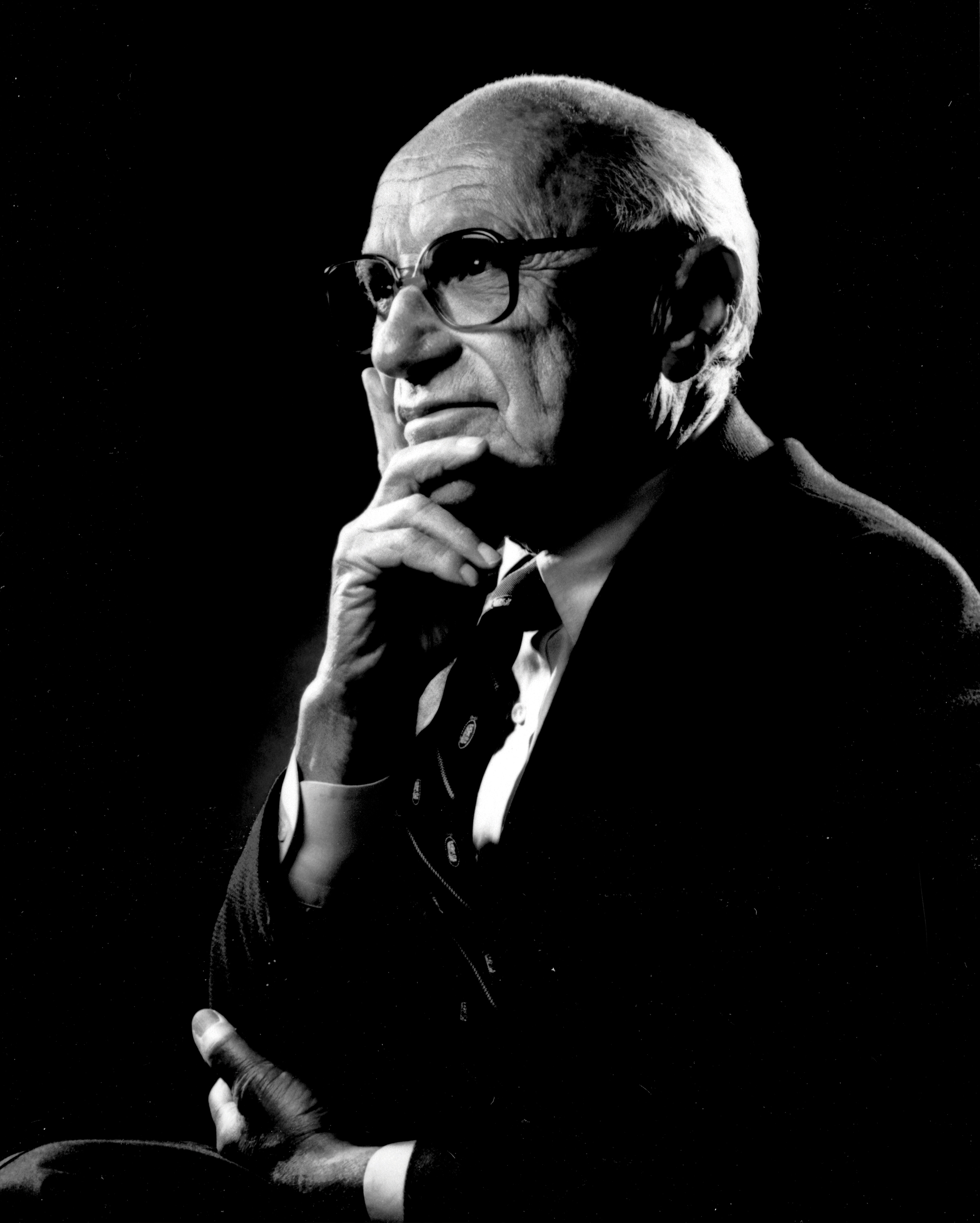
میلتون فریدمن

سرعت گردش پول در دهه‌های گذشته به مثابه یک رهیافت بسیار مهم بار دیگر ظهور یافت. در واقع این مکتب، از جمله مکاتب کلان اقتصادی می‌باشد که نقطه عزیمت اقتصاد کلان از اقتصاد کینزی به سمت ایده‌های نئوکلاسیکی می‌باشد. ایده پول گرایی در نیمه دوم دههٔ ۱۹۵۰ مطرح شد. طبق این دیدگاه مانند نظریه مقداری، عامل اصلی تعیین‌کننده درآمد ملی همان تغییر حجم پول است؛ که تغییرات پولی را مقدم بر تغییرات درآمد اسمی و علت آن می‌دانند. این دیدگاه بسیار متنفذ توسط میلتون فریدمن ازمکتب شیکاگو و همکاران و پیروان پر شمار او همچون آلن ملتزر، کارل برونر، بریل اسپرینکل معاون خزانه داری در دولت رئیس‌جمهور ریگان، جری جردن مشاور اقتصاد رئیس‌جمهور ریگان، لیف السان، لئونال اندرسون و آلن والتزر نخست‌وزیر تاچر و بسیاری دیگر از اقتصاددانان آمریکایی و خارجی، در گذشته بسط یافت. ویلیام برینارد در مقاله مشهوری در سال ۱۹۶۷ موقعیت پول گرایان را بهبود بخشید. پیشرفت‌های تجربی و نظری مکتب پول گرایی که در اواسط دهه ۱۹۵۰ تا اویل دهه ۱۹۷۰ نمایان گردید، باعث فرمول بندی مجدد نظریه مقداری پول، اضافه نمودن انتظارات به تحلیل منحنی فیلیپس و دخالت دادن نگرش پولی به موازنه تراز پرداخت‌ها و تعیین نرخ ارز شد؛ که توانست با بخش زیادی از دنیای واقعی تطبیق یابد و حمایت تجربی کسب نماید. فریدمن و پیروانش با مطالعات تجربی که در مورد نظریه مقداری پول انجام دادند به این نتیجه رسیدند که سرعت گردش پول تقریباً در بلند مدت ثابت است و بنابراین حجم پول عامل مهمی در فعالیت‌های اقتصادی محسوب می‌شود. پیروان این مکتب برخلاف تحلیل کینز که علت بروز بحران بزرگ دههٔ ۱۹۳۰ را نارسایی‌های نظام بازار می‌داند، با این دیدگاه موافق اند که در این بحران سیاست پولی بانک مرکزی آمریکا علت بروز تداوم این بحران بوده‌است. بر اساس این تفکر بروز بحران و بیکاری نه تنها زاییده نارسایی‌های نظام سرمایه‌داری آزاد نبوده‌است بلکه بر عکس از موانع و قید و بندهایی ناشی می‌شود که عملکرد آزادانه قوانین بازار و ابزار درونی این نظام را مختل می‌کند.

## فریدمن و تورم
به‌طور کلی در اقتصاد کینزی دو نوع بیماری وجود داشت یکی رکود و بیکاری و دیگری تورم. تا حدود سال‌های ۱۹۶۰ این دو بیماری در اقتصاد به صورت جداگانه بر اساس شرایط خاصی در اقتصاد ایجاد می‌گردید و سیاست‌های خاصی نیز برای برطرف شدن آن‌ها توسط اقتصاددانان مطرح گردید. اما بعد از دههٔ ۱۹۶۰ برای اولین بار دوره‌های رکود و بیکاری همراه با تورم مشاهده شد. در این دوره اقتصاددانان کوشیدند تا شناخت خود را از هر یک از این مسائل بیشتر و دقیق تر کنند. در مقاله‌ای توسط فیلیپس در سال ۱۹۵۸ منتشر شد بر پیدایش رکود و تورم مهر تأیید گذاشت. منحنی فیلیپس در شکل اولیه آن منحنی است که رابطه معکوس بین نرخ رشد دستمزدها و نرخ بیکاری را نشان می‌دهد. با این حال فریدمن و اقتصاددان دیگری به نام ادموند فلپس بر اساس مطالعات خود در اواخر دههٔ ۱۹۶۰به این نتیجه رسیدند که منحنی فیلیپس طی زمان حرکت کرده و در جهت شمال شرقی انتقال می‌یابد. فریدمن از مشاهدات خود به این نتیجه رسید که در بلند مدت بین تورم و بیکاری مبادله‌ای وجود ندارد از نظر فریدمن در کوتاه مدت انتظارات تورمی فوراً با واقعیت تطبیق نمی‌یابد و در واقع توهم پولی وجود دارد. این به این معنی است که در کوتاه مدت با سیاست‌های پولی و مالی به ویژه سیاست‌های پولی که از نظر فریدمن و پولیون در حالت LM عمودی، قادر به تغییر تقاضای کل است می‌توان نرخ بیکاری را بر روی منحنی فیلیپس کوتاه مدت نزولی کاهش داد، هر چند مقداری تورم به وجود می‌آید؛ و در بلند مدت بر روی منحنی فیلیپس عمودی بر اثر سیاست‌های پولی انبساطی صرفاً نرخ تورم افزایش می‌یابد.

## رویکردهای پولی

### رویکرد پولی به تراز پرداخت‌ها با نرخ ارز ثابت
وجه مشترک تمام مدل‌های پولی این است که تراز پرداخت‌ها یک پدیده پولی است. این روش اصولاً بر بازار پول متمرکز است که در آن رابطهٔ بین تقاضا و عرضه پول به عنوان تعیین‌کننده اصلی وضعیت تراز پرداخت‌ها مورد توجه قرار می‌گیرد.

### رویکرد پولی به تعیین نرخ ارز
رویکرد پولی به تعیین نرخ ارز، کاربرد مستقیم رویکرد پولی به موازنه پرداخت‌ها در سیستم نرخ ارز شناور است. تحت یک سیستم نرخ ارز کاملاً شناور، نرخ ارز برای تسویه بازار ارز به گونه‌ای تعدیل می‌شود که موازنه پرداخت‌ها همواره صفر گردد. در صورت عدم وجود مازاد یا کسری موازنه پرداخت‌ها تغییری در ذخایر بین‌المللی وجود ندارد و گسترش اعتبارات داخلی تنها منشأ انبساط پولی است. در این رویکرد عوامل تعیین‌کننده نرخ ارز عبارتند از تقاضا و عرضه پول‌های ملی مختلف

## ایده‌های مکتب پول گرایی
- تغییرات در حجم پول عامل مسلط در تبیین تغییرات درآمد پولی است؛ و به عبارتی عرضه پول مهم‌ترین عامل منظم رشد GNP اسمی است.
- آزادی عمل به این معنی که پول‌گریان عموماً طرفدار بازارهای مستقل از دخالت‌های دولت بودند و دولت‌ها را اغلب به مثابه عاملی غیرکارآمد تلقی می‌کردند و گرایش به دولت‌های کوچک و بازارهای آزاد دارند؛ و تمایل به اجتناب از سیاست‌های فعال دولت و ترجیح مقررات قانونی را دارند.
- تأکید بیشتر بر فرونشاندن تورم تا کاهش بیکاری[۲۰]
- این مکتب همچنین اقتصاد را ذاتاً پایدار می‌پندارند و معتقد است که تنها نوسانات و بی انضباطی‌های پول، این پایداری را به هم می‌زند.[۲۱] همچنین میلتون فریدمن استفاده از یک نرخ رشد پایین اما ثابت پولی را به تناوب آن توصیه کرده‌است چرا که رشد پایین پولی، تورم را در بلند مدت در سطح پایینی نگاه می‌دارد.
- در بلند مدت هیچ مبادله‌ای بین تورم و بیکاری وجود ندارد، یعنی منحنی فیلیپس بلند مدت در سطح بیکاری طبیعی عمودی است.[۲۲] وی معتقد است که در طول زمان انتخاب نرخ بیکاری موجود در اقتصاد، خارج از قدرت ماست. ما فقط می‌توانیم تصمیم بگیریم که در نرخ بیکاری طبیعی که به وسیله نیروی‌های عرضه و تقاضای نیروی کار در بازار تعیین می‌شود، چه نرخ تورمی داشته باشیم.[۲۳]
- تورم و تراز پرداخت‌ها اساساً پدیده پولی هستند.[۲۴]
- در انتخاب سیاست اقتصادی، مسئولین بایستی قاعده‌ای را برای متغیرهای پولی اتخاذ نمایند تا ثبات قیمت‌ها را در بلند مدت تضمین نمایند؛ و در کنار آن سیاست‌های مالی برای نقش‌های سنتی دولت جهت تأثیرگذاری بر توزیع درآمد و ثروت و تخصیص منابع طرح گردد.[۲۵]
- قیمت‌ها و دستمزد نسبتاً انعطاف‌پذیرند. این مکتب فکری بعضی از استدلال‌ها برای انعطاف‌ناپذیری دستمزد را می‌پذیرد؛ و بر این باور است که تعدیل کامل قیمت و دستمزد چند سالی به درازا می‌کشد؛ و اقتصاد زمانی دارای دستمزدها و قیمت‌های چسبنده است که منحنی فلیپس کوتاه مدت آن به جای عمودی بودن شیب نزولی داشته باشد.[۲۶]
- سیاست‌های پولی و مالی نیز می‌تواند تقاضای کل، ستانده و اشتغال کامل را در کوتاه مدت افزایش دهد اما دو دلیل ارائه می‌کنند که نباید سیاست‌های پولی و مالی به این ترتیب مورد استفاده قرار گیرند: اول اینکه اقتصاد به هر حال بعد از چند سال به‌طور خودکار به اشتغال کامل بر می‌گردد؛ بنابراین تلاش برای حفظ ستانده در سطحی بالاتر از ستانده بالقوه در بلند مدت، فقط به تورم می‌انجامد. دوما از آنجا که ممکن است مدت زمانی طول بکشد تا دولت شوک‌های اقتصادی را تشخیص دهد ممکن است در این مدت زمان اقتصاد به خودی خود از این مرحله گذر کرده باشد و لذا مداخله سیاستی دولت، وضعیت را بدتر می‌نماید.[۲۷][۲۸]